# ام‌وی آکاوس
ام‌وی آکاوس (به انگلیسی: MV Acavus) یک کشتی بود. این کشتی در سال ۱۹۳۴ ساخته شد.